# مالك القلاف
مالك القلاف، من مواليد 4 يوليو 1971 في الكويت، لاعب كرة قدم كويتي سابق.
بدأ مسيرته الكروية مع نادي اليرموك، وفي عام 1996 انتقل إلى نادي العربي الكويتي، وفي موسم 2007/2008 أعير إلى نادي الفحيحيل.